# 홍천 수타사 소조사천왕상
홍천 수타사 소조사천왕상(洪川 壽陀寺 塑造四天王像)은 대한민국 강원특별자치도 홍천군 영귀미면, 수타사에 있는 조선시대의 사천왕상이다. 1998년 9월 5일 강원특별자치도의 유형문화재 제121호로 지정되었다.

## 개요
강원특별자치도 홍천군 영귀미면 덕치리 수타사의 봉황문 좌우에 모셔져 있는 4구의 사천왕상이다.
절에 남아 있는 기록에 의하면 현종 15년(1674)에 법륜이 봉황문을 세우고, 2년 후인 숙종 2년(1676)에 여담이 사천왕상을 만들었다고 한다. 분노하는 듯한 얼굴과 갑옷을 입은 모습으로 모두 악귀를 거느리고 있다. 사천왕상의 배치는 조선 후기의 일반적인 것에서 차이가 있지만 기본틀에서 크게 벗어나지는 않았다. 각각 긴 칼, 깃대, 용과 여의주, 비파 등을 가지고 있다.
사천왕상의 높이는 3.2m이고 머리 높이는 1.12m, 어깨 너비 0.73m, 무릎 너비는 1.52m이다. 나무로 기본형태를 잡은 후 새끼줄을 감고, 그 위에 진흙을 발라 빚었다. 머리 뒤쪽의 불꽃무늬와 사천왕상이 가지고 있는 물건 등에는 부분적으로 나무를 사용하기도 하였다.
완주 송광사의 보물 제1255호 사천왕상(1649년)과 함께 조성 연대를 알 수 있는 귀중한 자료로, 특유의 위세 있는 얼굴 표정과 짜임새 있는 신체 균형, 사실적인 세부 표현 등에서 정교함이 돋보인다.

## 참고 자료
- 홍천수타사소조사천왕상 - 국가유산청 국가유산포털